# International DuraStar
International DuraStar (спочатку представлена як серія International 4000) — це лінійка вантажівок середньої вантажопідйомності, що вироблялися компанією Navistar International з 2001 по 2018 рік. Між вантажівками International CV і звичайними International ProStar класу 8, Серія 4000, представлена як наступник серії International 4000 1989—2001 років, була перейменована. DuraStar у 2008 році. Розроблений як лінійка продуктів класу 6-7, 4000/DuraStar був розміщений нижче напівтягача 8000/TranStar для регіональних перевезень, з Class 5 International TerraStar (2010—2015) як найменша міжнародна звичайна кабіна Асортимент продукції, він змагається на арені великої комерційної вантажівки з претендентами з Chevrolet, Peterbilt, Sterling Trucks, Ford, Mack Trucks, Freightliner, Hino, & Kenworth.
Найпомітнішими рисами DuraStar є фари у формі півмісяця та характерна «чорна пляма» з лівого боку кабіни. 4000/DuraStar, виготовлений як напівтягач і вантажівка з прямим/жорстким кріпленням, використовувався в широкому спектрі додатків, включаючи машини екстреної допомоги, буксирування, бортові вантажівки та вантажівки з кузовом. Для використання в автобусах шасі використовується як у конфігураціях шасі з капотом, так і в конфігураціях із кабіною з вирізом для шкільних автобусів і комерційних додатків.
В 2018 році International DuraStar зазнав значного перегляду, ставши International MV.

## Blue Diamond Truck Alliance
Найпомітнішими рисами DuraStar є фари у формі півмісяця та характерна «чорна пляма» з лівого боку кабіни. 4000/DuraStar, виготовлений як напівтягач і вантажівка з прямим/жорстким кріпленням, використовувався в широкому спектрі додатків, включаючи машини екстреної допомоги, буксирування, бортові вантажівки та вантажівки з кузовом. Для використання в автобусі шасі використовується як у конфігураціях шасі з капотом, так і в конфігураціях з кабіною з вирізом для шкільних автобусів і комерційних додатків.
Для виробництва 2019 року International DuraStar зазнав значного перегляду, ставши International MV.
З 2001 по 2009 рік середньотоннажні вантажівки Navistar збиралися в рамках спільного підприємства з компанією Ford Motor. Під назвою Blue Diamond Truck, LLC, 50/50 спільне підприємство між Ford і International розробило вантажівки середньої вантажопідйомності для обох компаній, зібрані на заводі Navistar в Генералі Ескобедо, Мексика.
На спільному шасі Ford і Navistar створили різні кабіни та інтер'єри. У той час як Ford постачав свої середньовантажні автомобілі Ford F-Series двигунами Cummins і Caterpillar, International 4000/DuraStar (спочатку) постачався з дизельними двигунами International (DT, VT, MaxxForce).

## Перше покоління (2001–2018)

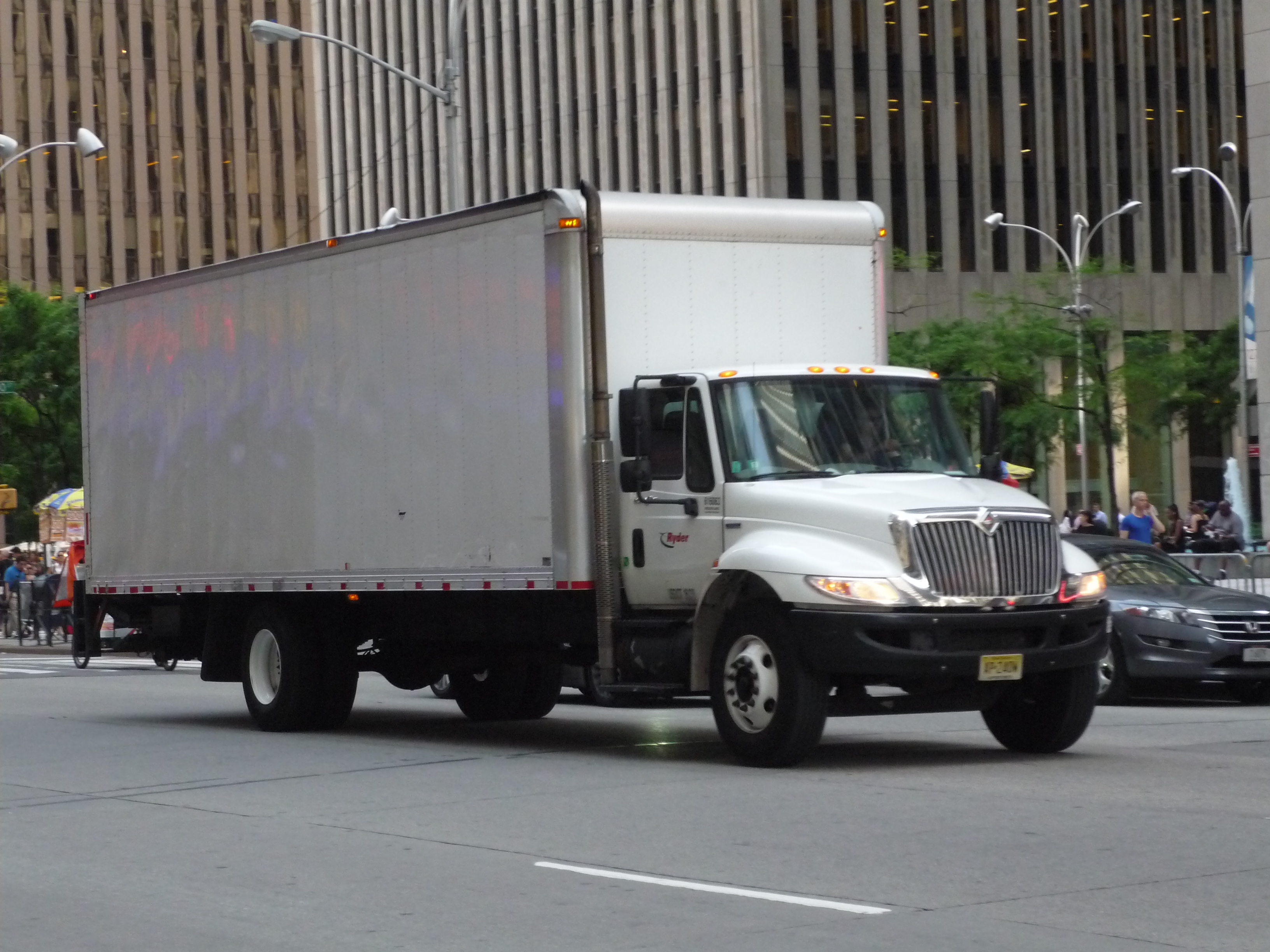
International Durastar 4400

У лютому 2001 року Navistar випустила абсолютно нову серію 4000, яка отримала назву «Високопродуктивні вантажівки». Серія 4000, розроблена на спільному підприємстві Blue Diamond Truck із компанією Ford, стала першою повністю новою лінійкою вантажівок International серії S 1979 року. Поділившись своїм шасі з середньовантажним Ford F-Series (випущеним у 2000 році), International 4300/4400 зберіг дизелі DT466 і DT530 своїх попередників. Для версій, обладнаних автоматичними коробками передач, електроніку двигуна та коробки передач було переналаштовано для оптимізації дросельної заслінки та реагування на перемикання передач, щоб збільшити як продуктивність, так і економію палива. Щоб збільшити огляд вперед, розмір лобового скла було збільшено більш ніж на 60 %, при цьому додаткову увагу приділено покращенню вентиляції.
Під час запуску серії 4000 стандартний 4300 і вище GVWR 4400 були представлені як заміна попередньої серії 4900 моделей. У 2002 році на заміну серії 4700 був представлений двигун 4200 з нижчими GVWR, що ознаменувало введення двигуна VT365. У 2006 році була представлена модель 4100, яка розширила лінійку моделей до сегменту Class 5; модель була знята з виробництва на один рік. Моделі 4200, 4300 і 4400 випускалися як у стандартній, так і в низькопрофільній рамі. 4400 також випускався в напівтракторі; Розташований на 4 дюйми вище, ніж шасі вантажівки, тягач 4400 був єдиною версією, яка пропонувалася з двигуном DT570 як опція.

### Галерея

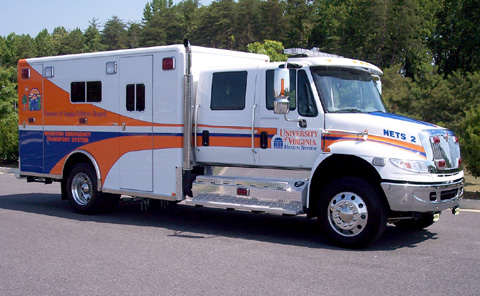
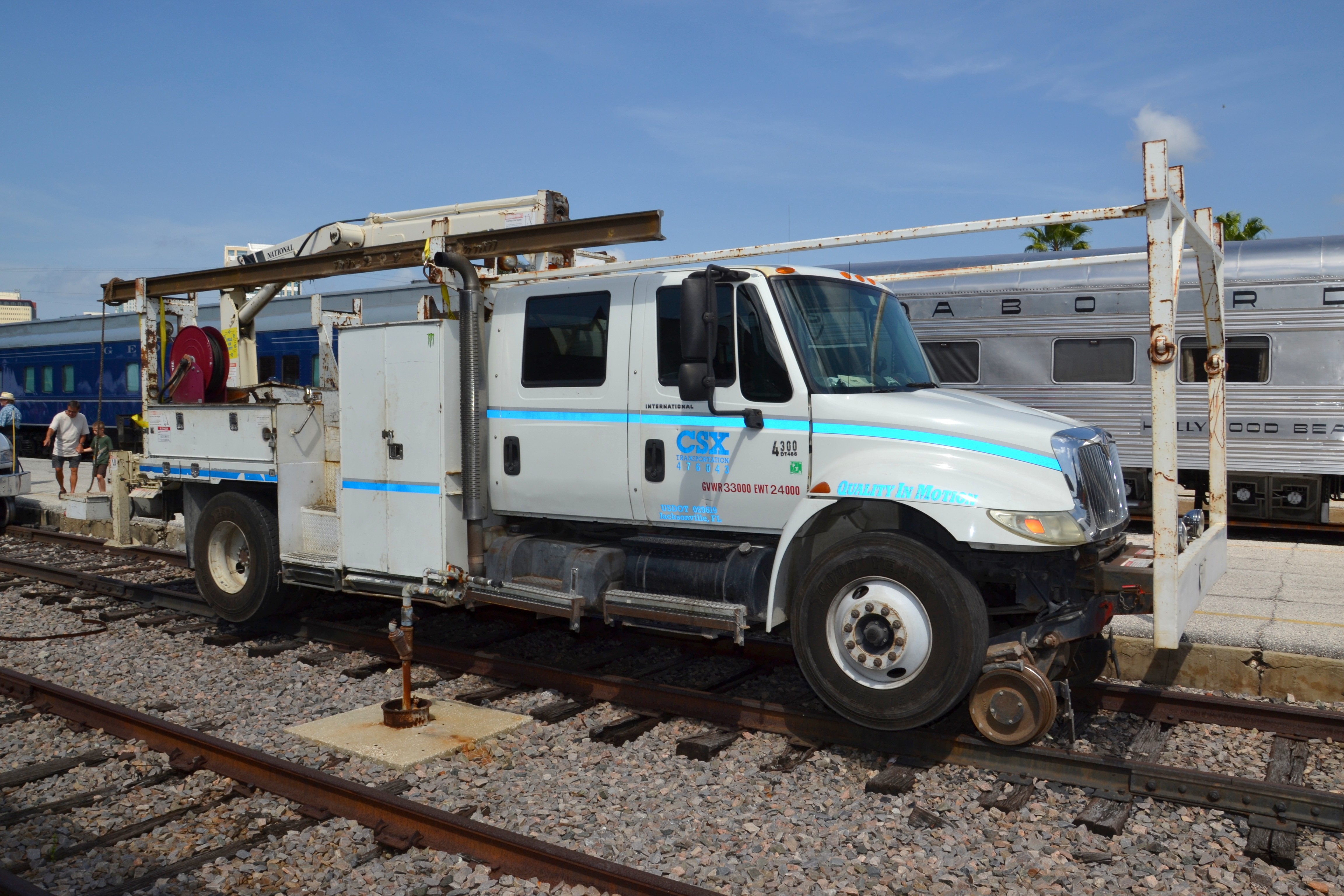
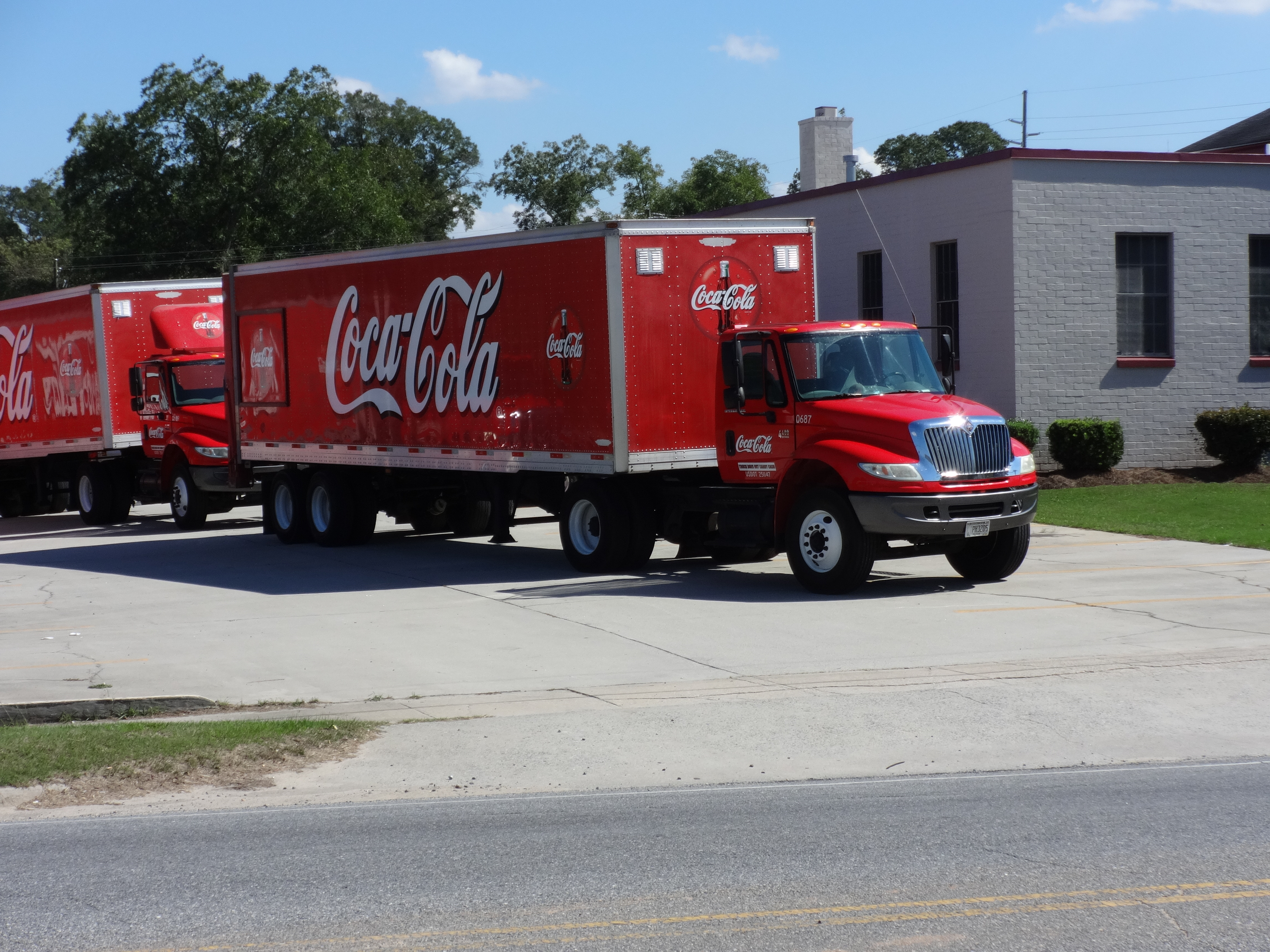
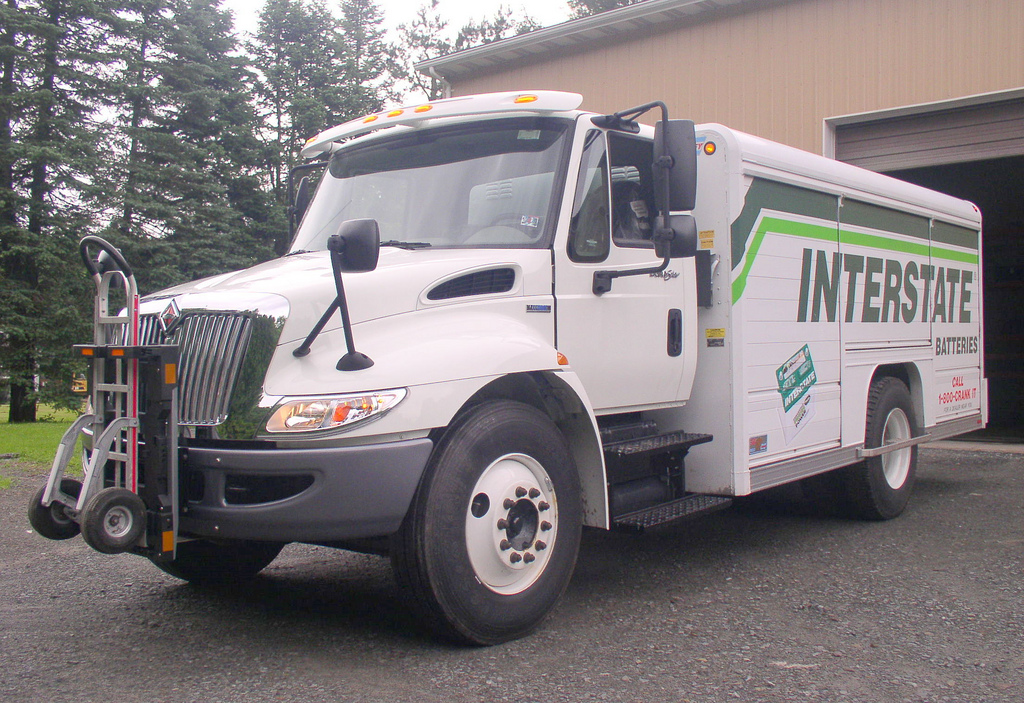
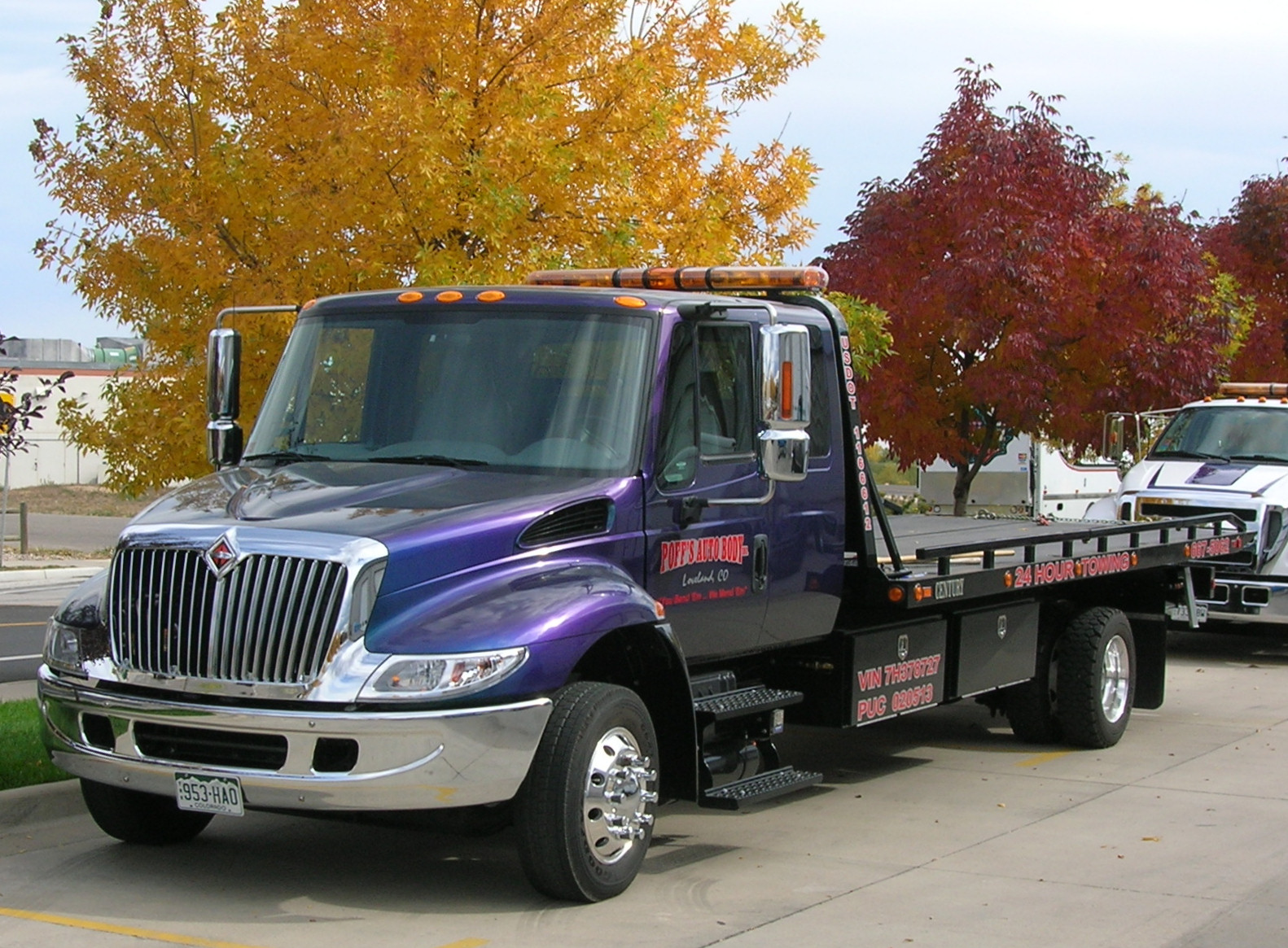

### Двигуни
International 4000
- International VT365
- International DT466
- International DT530
- International DT 570

International DuraStar
- International MaxxForce 7
- International MaxxForce DT
- International MaxxForce 9
- Cummins ISB6.7
- Cummins N9
- Cummins ISL 9

## Друге покоління (International MV; 2018–2022)

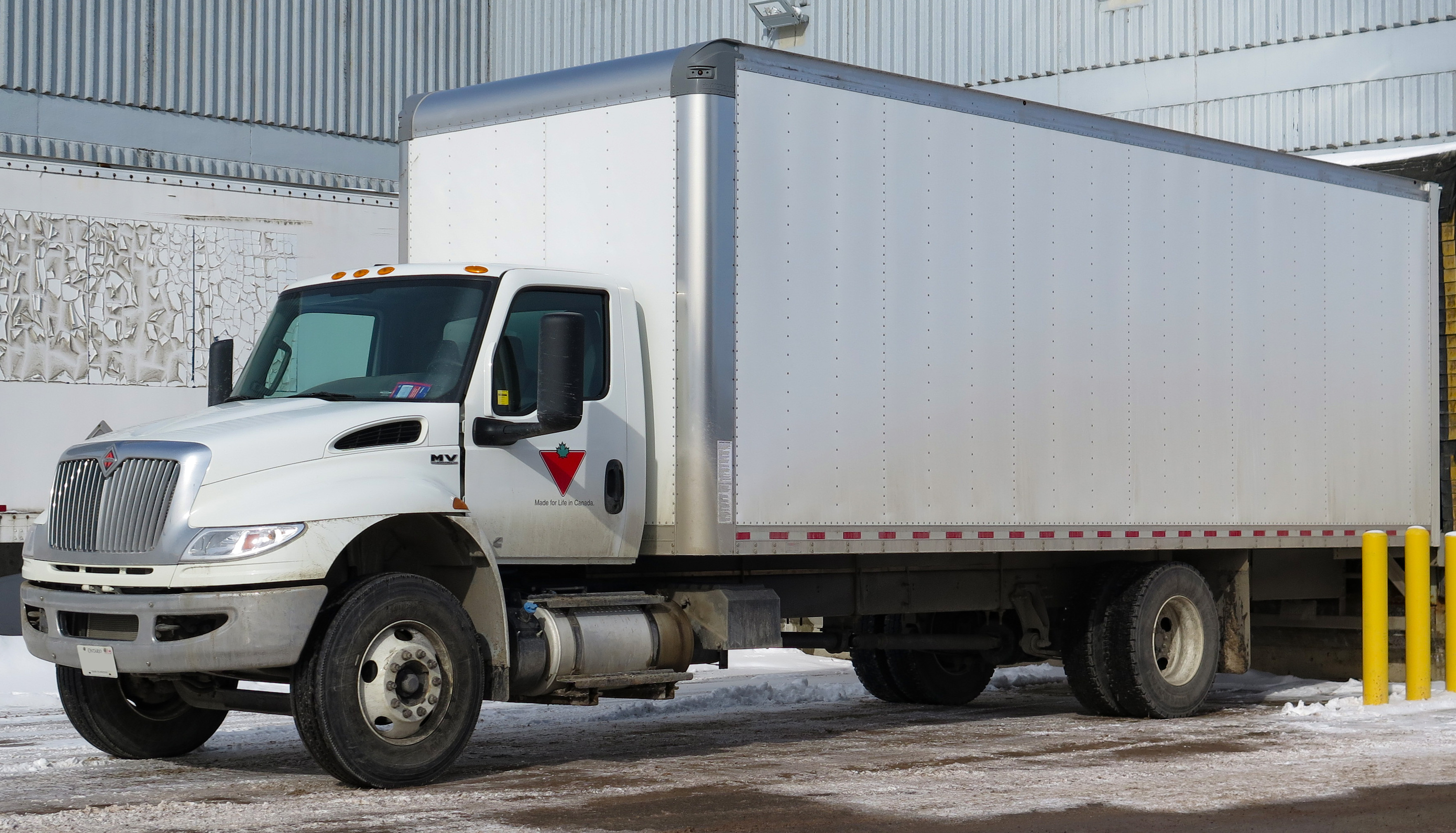
International MV607 (2018-2022)

Для 2019 модельного року модельний ряд DuraStar середньої вантажопідйомності зазнав наймасштабнішого перегляду з моменту свого дебюту в 2001 році та був перейменований на International MV. У відповідності до редакції лінійки продуктів International Class 8 було введено ряд оновлень в інтер’єр кабіни. Зовні вирізняючись більшими дверима та бічними вікнами, MV замінив четверті вікна DuraStar на цільне бокове вікно з нижнім підвіконням. Приладова панель зазнала значних змін: попередню приладову панель замінив цифровий дисплей, який можна налаштовувати.
International MV продовжує використовувати дизельні двигуни Cummins, пропонуючи Cummins B6.7 і L9, залежно від конфігурації.

### Двигуни
- Cummins B6.7
- Cummins L9

## Третє покоління (International MV; 2022–)

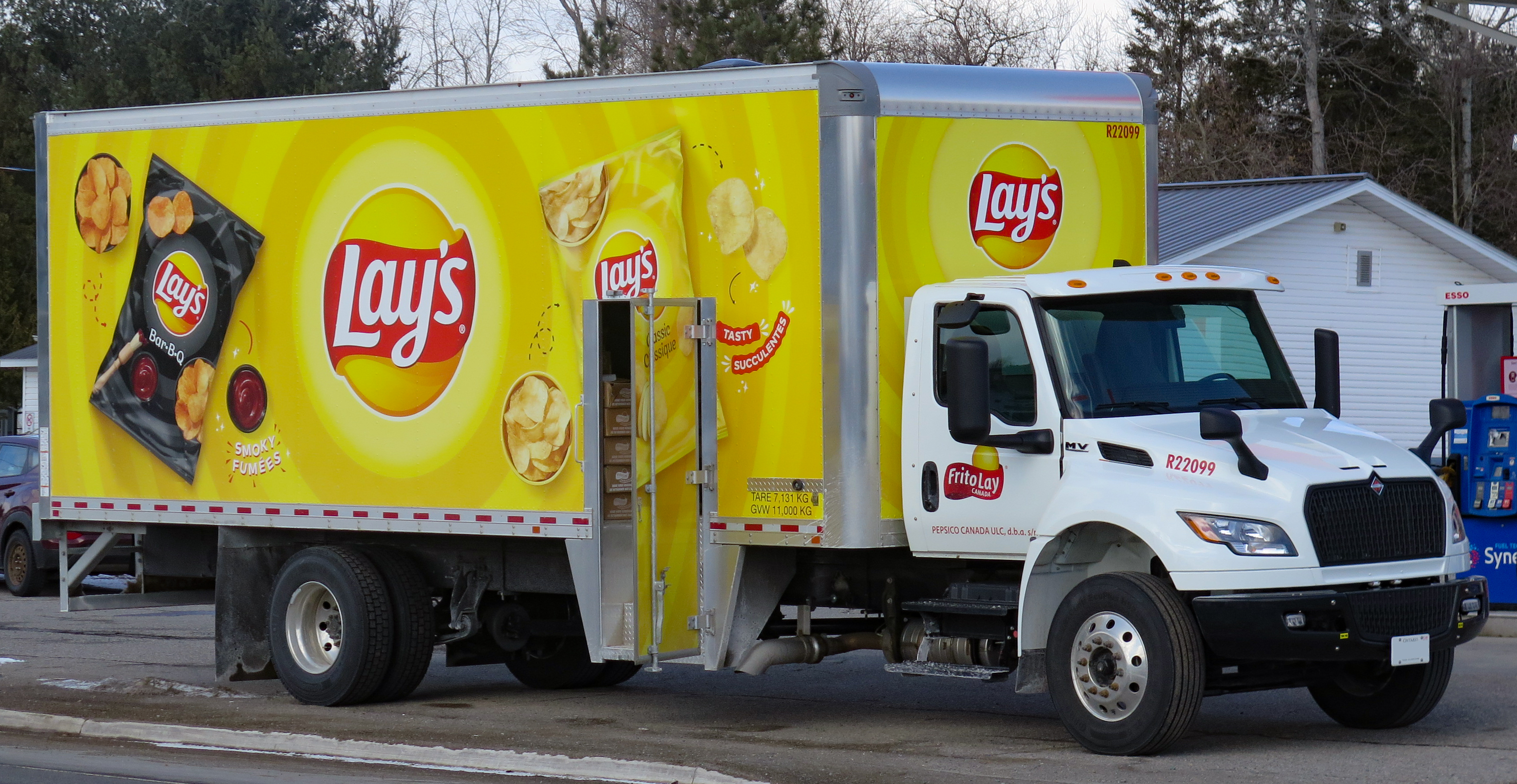
International MV607 (з 2022)

International MV було оновлено з новою передньою частиною для 2023 модельного року.

### Електричний варіант (eMV)
У 2021 році Navistar анонсувала акумуляторний електричний варіант серії MV, eMV. 11 жовтня 2021 року Navistar і Penske оголосили, що Penske буде першим флотом у Сполучених Штатах, який буде використовувати eMV.

### Двигуни
- Cummins B6.7
- Cummins L9

## Варіанти
International DuraStar поділяє свою конструкцію кабіни з декількома міжнародними лініями продуктів, зокрема: вантажівка середньої вантажопідйомності TerraStar Class 5 конкурувати з Ford F-550 (P473) і 2009-2016 (Dodge) Ram 5500, вантажівки 7000/WorkStar для важких умов експлуатації (перейменована на International HV) конкурувати з Volvo VHD, Freightliner 108SD/114SD, Sterling L-Line, Kenworth T800, Kenworth T880, Mack Granite, і Western Star 4700, напівтягач 8000/TranStar для регіональних перевезень (перейменована на International RH), аеродинамічний далекомагістральний напівтрактор ProStar (перейменований на International LT) конкурувати з Freightliner Cascadia, Kenworth T2000, Kenworth T680, Peterbilt 387, Peterbilt 579, Mack Anthem, Sterling A-Line, Western Star 4900 SA, і Volvo VNR і напівтрактор LoneStar.

### Вантажний автомобіль
4100
Модель 4100 має колісну базу від 140" до 217", оснащена двигуном International VT 365 і використовує гідравлічні гальма. Він поставляється з 6-ступінчастою автоматичною коробкою передач Allison 1000 HS/RDS або 6-ступінчастою механічною коробкою передач Fuller. Вантажопідйомність передньої осі становить 7300 фунтів (3310 кг). Вантажопідйомність задньої осі становить 10 500 фунтів (4 760 кг). стандарт, 12 200 фунтів (5 530 кг) опціонально.
4200
Модель 4200 має колісну базу від 128" до 254", оснащена двигуном International DT466 і використовує гідравлічні або пневматичні гальма. Він поставляється з 6- або 7-ступінчастою механічною коробкою передач Fuller або автоматичними коробками передач серії Allison 2000 і 3000. Вантажопідйомність передньої осі становить 8000-14000 фунтів. Вантажопідйомність задньої осі становить 12 200-23 000 фунтів.
4300
Модель 4300 має колісну базу від 128" до 254", оснащена двигуном International DT466 і використовує гідравлічні або пневматичні гальма. Він поставляється з 6- або 7-ступінчастою механічною коробкою передач Fuller або автоматичними коробками передач серії Allison 2000 і 3000. Вантажопідйомність передньої осі становить 8000-14000 фунтів. Вантажопідйомність задньої осі становить 12 200-23 000 фунтів.
4400
Модель 4400 має колісну базу від 140" до 254", працює від International DT570 / Maxxforce 9 і використовує пневматичні гальма. Коробки передач включають 6, 7 і 10-ступінчасту механічну коробку передач Fuller, а також автоматичну коробку передач серії Allison Vocational 3000 і 3500. Вантажопідйомність передньої осі становить 8000-14000 фунтів. Вантажопідйомність задньої однієї осі становить 13500-26000 фунтів.
4400 також доступний як трактор.

#### Підваріанти
Моделі 4300 і 4400 також доступні в конфігураціях Lo-Profile з нижчою платформою для полегшення доступу до кабіни та кузова. Вони відрізняються вантажопідйомністю:
4300LP
- Спереду - 8000 - 9 000 фунт (4 100 кг).
- Задній - 12 200 - 19 000 фунт (8 600 кг).

4400LP
- Спереду - 8000 - 19 000 фунт (8 600 кг).
- Задній - 13 500 - 19 000 фунт (8 600 кг).

### Автобус
Як і попередня серія 4000, DuraStar є популярною платформою для виробників автобусів, для виробництва автобусів продаються дві конфігурації. International 3200 — це шасі з вирізаною кабіною; International 3300 — це шасі з капотом. Перший продається переважно для комерційних цілей, тоді як другий продається майже виключно дочірній компанії Navistar IC Bus як для шкільних автобусів, так і для комерційних застосувань.

### Дизель-електричні гібридні вантажівки
У 2007 році Navistar International став першим американським виробником вантажівок, який випустив дизель-електричну вантажівку з International DuraStar Hybrid. International Truck and Engine об’єдналася з Форумом користувачів гібридних вантажівок (HTUF), консорціумом споживачів комунальних послуг, корпорацією Eaton, федеральним урядом США та організацією Calstart, щоб допомогти з витратами на впровадження технології на ринок. Він також надавав прямі відгуки клієнтів і підтримку.

### Пікап
З 2005 по 2008 рік International продавала варіант пікапа серії 4000 із кабіною екіпажу заводського виробництва. Вантажівка, названа International RXT (RXT=Recreational Extreme Truck), має довжину 272 дюйми і була найдовшим пікапом, який коли-небудь випускався для продажу в Північній Америці. На відміну від CXT серії 7000, RXT був із заднім приводом і продавався клієнтам із великими автофургонами, човнами та причепами для коней; обидві вантажівки постачають ліжко пікап від Ford F-350 Super Duty. 
Похідний від 4200, RXT оснащувався двигуном VT365 V8 потужністю 230 к.с. і трансмісією Allison 2200.
У 2008 році, після нижчих продажів, ніж очікувалося, серію XT було знято.